# جوكيتاني كوكانسيجا
جوكيتاني كوكانسيجا (1937 - 7 مارس 2021) سياسي من فيجي، شغل منصب وزير الأشغال العامة والطاقة في الحكومة المؤقتة التي شكلتها لايسينيا كاراسي في أعقاب انقلاب فيجي عام 2000. شغل المنصب حتى تسلمت حكومة منتخبة السلطة في سبتمبر 2001.
في أوائل عام 2006 وجد كوكاناسيجا نفسه في قلب تحقيق في الفساد المزعوم في مخطط العمل الإيجابي الزراعي خلال فترة عمله كوزير. ذكرت صحيفة فيجي صن في 20 يناير أن خطابًا موجهًا إلى رئيس الوزراء وموقعًا من قبل كوكاناسيجا أدان قرار وزارة المالية بتعليق البرنامج أثناء إجراء التدقيق، واصفة التعليق بأنه «انتحار سياسي». الرسالة المؤرخة في 8 أغسطس 2001 كانت تحمل علامة «سرية». وكشفت المراجعة عن وجود تضارب في الحسابات قدره 16 مليون دولار أمريكي.
ذكرت صحيفة صن أن رئيس الوزراء كاراسي اعترف في الليلة السابقة بأنه تلقى الرسالة، لكنه نفى التصرف بناءً عليها. ونقل عنه قوله «كانت الانتخابات العامة لعام 2001 قريبة ووجدت المراجعة أن ملايين الدولارات أسيء استخدامها».
أعلنت الخدمة الإخبارية لفيجي في 21 مارس 2006 أن الحزب الحاكم سوكوسوكو دوافاتا ني لوينيفانوا، قرر عدم إعادة ترشيح كوكاناسيجا للانتخابات العامة التي عقدت على النحو الواجب في 6-13 مايو. وقد خلفه بيو تابايوالو كعضو في دائرة سيروا فيجي المحلية.
كان كوكانسيجا في الأصل من سيروا. كان موظفًا حكوميًا سابقًا عمل صاحب فندق قبل أن يعود إلى الزراعة.
في 15 أغسطس 2007 قبل كوكانسيجا الدعوة ليكون وزيرًا مؤقتًا للمصايد والغابات في الحكومة بقيادة فرانك باينيماراما.